# Tomášov
Tomášov (maďarsky Fél) je obec na Slovensku v okrese Senec. Leží v Podunajské nížině u Malého Dunaje v západní části Žitného ostrova, 16 km východně od Bratislavy. Žije zde přibližně 2 700 obyvatel. V roce 2001 se 55 % obyvatel hlásilo k maďarské národnosti.

## Historie
První písemná zmínka o obci pochází z roku 1240. Ve čtvrti Majorháza se nachází barokní kaštel z 18. století, dnes přestavěný na hotel.